# Суаре, Пап
Пап Н’Диа́й Суаре́ (фр. Pape N'Diaye Souaré; род. 6 июня 1990, Сенегал) — сенегальский футболист, левый защитник клуба «Кройдон Атлетик». Выступал за сборную Сенегала.

## Карьера
Суаре начинал карьеру в сенегальской академии «Институт Диамбарс». В возрасте 18 лет он отправился во французский «Лилль». Летом 2009 года Суаре впервые попал в основную команду и провёл с ней предсезонную подготовку. В июне 2010 года он подписал первый профессиональный контракт на три года.
Официальный дебют Суаре за «Лилль» состоялся 23 января 2010 года в матче 1/32 финала Кубка Франции против «Кольмара». 4 ноября 2010 года Пап дебютировал в еврокубках, выйдя на поле в матче Лиги Европы против болгарского «Левски». В Лиге 1 Суаре дебютировал 20 февраля 2011 года в матче против «Монпелье».
19 августа 2012 года Суаре был отдан в аренду на один год в «Реймс».
5 октября 2013 года, в матче против «Аяччо», Суаре забил первый мяч в карьере.
30 января 2015 года Суаре перешёл в английский клуб «Кристал Пэлас» за 4,6 миллиона евро, подписав контракт до лета 2019 года.
В августе 2019 года подписал однолетний контракт с клубом «Труа».
6 сентября 2021 года подписал однолетний контракт с клубом «Чарльтон Атлетик».

## Достижения

### «Лилль»
- Чемпион Франции: 2010/11

### «Кристал Пэлас»
- Финалист Кубка Англии: 2015/16